# Чинки

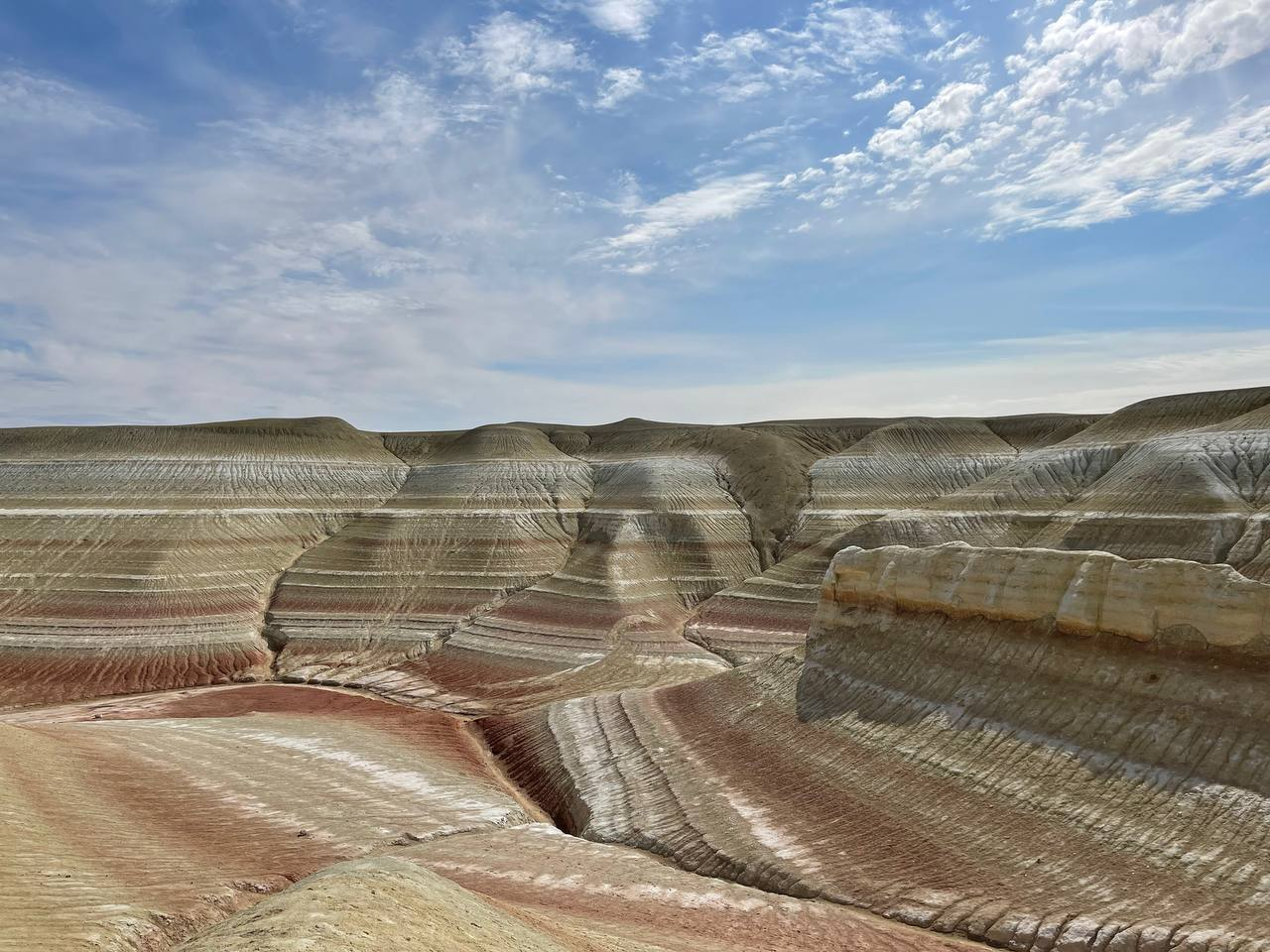

Чи́нки (ед. ч.: чинк; узб. chink) — региональный термин Средней Азии, обозначающий обрывистые труднодоступные уступы (обрывы) высотой до 350 м, ограничивающие приподнятые плоские участки земной поверхности.
Являются результатом морской абразии при отступании Каспийского моря. Распространены главным образом в Казахстане и на плато Устюрт.
В расщелинах чинков обитает дикий кот — манул.